# Föhrenbach (Mosel)
Der Föhrenbach (in seinem Unterlauf regional auch als Schweicher Bach bezeichnet) ist ein Bach in der Eifel im rheinland-pfälzischen Landkreis Trier-Saarburg, der nach einem etwa 11 km langen, ungefähr südsüdöstlichen Lauf in der Stadt Schweich von links in die Mosel mündet.

## Geographie

### Verlauf
Der Föhrenbach entspringt im Meulenwald etwa 1,1 km westlich der Ortsmitte von Naurath/Eifel an der Südseite der Steige der K 36 nach Zemmer und nördlich des Hirzkopfes (381 m ü. NHN) auf etwa 353 m ü. NHN.
Er zieht die ersten drei Viertelskilometer ostwärts und wendet sich nahe dem Ortsrand von Naurath auf südlichen bis südwestlichen Lauf, bald in einem Talwald, später im geschlossenen Wald des Forsts. Dort fließt er in einem Linksbogen, an dessen Ende er nach Übertritt auf die Gemarkung der Gemeinde Föhren ostwärts läuft und dann den Meulenwald verlässt.
In Föhren wechselt er auf südlichen Lauf und durchzieht gleich nach der Ortsgrenze das Naturschutzgebiet Ried am Föhrenbach, eine feuchte Niederung. Hierin unterquert er die Bahnstrecke Koblenz-Trier und wechselt auf die Stadtgemarkung von Schweich. Ab der Andresmühle fließt er, am Leinenhof und der Molitorsmühle vorbei bis zur Loiseleuxmühle, kurz südsüdwestlich zwischen der Bahnstrecke auf dem rechten und der A 1 auf dem linken Hang, danach wieder südlich. Nun reicht gegenüber der Kempsmühle neueres Siedlungsgebiet von Schweich bis ans rechte Ufer, später durchquert er den Stadtkern. Nahe dem Flussufer unterquert er noch die B 53 und mündet dann von links zwischen Mosel-Kilometer 178 etwas oberhalb und der Autobahnbrücke etwas unterhalb auf etwa 124 m ü. NHN von links in die Mosel.
Die Mündung des 11,2 km langen Föhrenbach liegt etwa 229 Höhenmeter unterhalb seiner Quelle. Sein mittleres Sohlgefälle liegt etwa bei 11 ‰ und er entwässert 22,0 km².

### Zuflüsse
Auswahl. Von der Quelle zur Mündung:
- Föhrenbachzulauf, rechts, 0,8 km
- Eitzenbach, von links und Nordnordosten auf ca. 223 m ü. NHN etwas vor Föhren noch im Meulenwald, 1,0 km und 0,8 km²[4][1]
- Irrbach, links, 0,8 km
- Büschbach, von links und Ostnordosten auf ca. 149 m ü. NHN vor dem Leinenhof von Schweich, 2,2 km und 4,4 km²[4][1]
- Volkesbach, von links und Ostsüdosten auf ca. 146 m ü. NHN nach dem Leinenhof von Schweich, ca. 1,1 km und ca. 1,0 km²[5][1]
- Schaumbach, von links und Osten auf ca. 134 m ü. NHN an der Thesenmühle vorbei gegenüber Schweich, 1,5 km und 2,4 km²[4][1]
- Lehmbach oder Mascheider Bach, von rechts und Nordnordwesten auf ca. 131 m ü. NHN in Schweich, 2,9 km und 2,2 km²[4][1]

## Sehenswürdigkeiten und Mühlen
Am Föhrenbach liegen
- das Schloss Föhren der Reichsgrafen von Kesselstatt in Föhren
- die Andresmühle
- die Molitorsmühle, 1824 erbaut, seit 1977 Museumsmühle
- die Loiseleuxmühle
- die Kempsmühle.

Am zulaufenden Schaumbach liegt
- die Thesenmühle.